# 小火車嵐山車站
小火車嵐山車站（トロッコ嵐山駅）是一由嵯峨野觀光鐵道所經營的鐵路車站，位於日本京都府京都市右京區境內，是嵯峨野觀光線沿線的車站之一。

## 簡介
小火車嵐山車站座落於嵯峨野觀光線（原山陰本線舊線）與現行的新線之分歧點附近，在本站以東，嵯峨野觀光線是與山陰本線保持平行，而在車站西側則緊鄰著分屬第一與第二代山陰本線的隧道。由於車站就夾在路線分歧點與隧道之間，月台長度過短，因此當列車自小火車龜岡方向駛回本站時，最後兩節車廂會停在隧道中，乘客必須走至較前段的車廂才有辦法上下車。

## 周遭地區
位於嵯峨野（或被視為嵐山地區一部份）西部的小火車嵐山車站周遭存在許多京都著名的寺院與古剎，其中包括名列世界文化遺產名單的天龍寺。
- 天龍寺
- 嵐山公園
- 常寂光寺
- 大河內山莊

## 歷史
- 1991年4月27日：與嵯峨野觀光線同步啟用。

## 臨接車站
嵯峨野觀光鐵道
嵯峨野觀光線
小火車嵯峨 - 小火車嵐山 - 小火車保津峽